# Glanderston Dam
Der Glanderston Dam, auch Glanderston Reservoir, ist ein Stausee in der schottischen Council Area East Renfrewshire.

## Beschreibung
Der Glanderston Dam liegt zwischen den Kleinstädten Neilston, Barrhead und Newton Mearns rund zwölf Kilometer südwestlich von Glasgow. Der auf einer Höhe von 143 Metern gelegene See weist eine maximale Länge und Breite von jeweils 430 Metern auf. Er nimmt eine Fläche von acht Hektar ein, woraus sich bei einer mittleren Tiefe von 4,4 Metern ein Seevolumen von rund 0,36 Mio. Kubikmetern ergibt. Der Glanderstom Dam speist sich aus einem Einzugsgebiet von 187 Hektar. Dieses umfasst zu 82 % Gras- und zu 8 % Waldflächen. Von seinem Nordostufer wird der Aurs Burn abgeleitet, der über den Brock Burn, den Levern, den White Cart Water, den Cart und den Clyde in den Firth of Clyde entwässert.

## Das Unglück
Bei einem Unwetter am 30. Dezember 1842 brach der Staudamm, nachdem er überflutet wurde. Die Flutwelle ergoss sich über die Wiesen von Glanderston House bis nach South Arthurlie Printworks und dem Dorf Nether Arthurlie, wo mehrere Menschen ertranken und ein großer Sachschaden entstand. Bei dem Unglück gab es nach drei verschiedenen Quellen sieben, acht oder sogar neun Todesopfer.